# Porky at the Crocadero
Pour plus de détails, voir Fiche technique et Distribution.
Porky at the Crocadero est un court métrage d'animation de la série américaine Looney Tunes réalisé par Frank Tashlin, produit par les Leon Schlesinger Productions et sorti en 1938.